# Estación de Castellar del Vallés
Castellar del Vallés será la cabecera de la segunda fase de prolongación de la línea S2 (Metro de Sabadell) de la línea Barcelona-Vallés de FGC en la localidad de Castellar del Vallès. La estación aún no tiene fecha de apertura.
| << cabecera                   | < estación         | línea  | estación > | cabecera >> |
| ----------------------------- | ------------------ | ------ | ---------- | ----------- |
| Línea Barcelona-Vallés de FGC |                    |        |            |             |
| Barcelona-Plaza de Cataluña   | Pla de la Bruguera | (20??) | terminal   | terminal    |

- Datos: Q11681640